# Filmografia de Olga Kurylenko

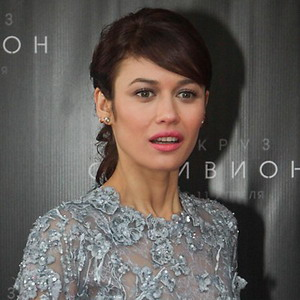
Olga Kurylenko em maio de 2013.

Esta e a lista completa de filmes e séries da atriz francesa Olga Kurylenko.

## Filmografias
| Ano  | Filme                              | Papel                        | Diretor                              | Notas                               |
| ---- | ---------------------------------- | ---------------------------- | ------------------------------------ | ----------------------------------- |
| 2001 | Largo Winch                        | Carole                       |                                      | 1 Episodio : "Contessa Vanessa"     |
| 2005 | L'Annulaire                        | Iris                         | Diane Bertrand                       |                                     |
| 2006 | Paris, je t'aime                   | Vampira                      | Vincenzo Natali                      | Segmento : Quartier de la Madeleine |
| 2006 | Le porte-bonheur                   | Sophia                       | Laurent Dussaux                      | filme para TV                       |
| 2006 | The Serpent                        | Sofia                        | Eric Barbier                         |                                     |
| 2007 | Suspectes                          | Eva Pirès                    |                                      | miniserie                           |
| 2007 | Hitman                             | Nika Boronina                | Xavier Gens                          |                                     |
| 2008 | À l'est de moi                     | Russa                        | Bojena Horackova                     |                                     |
| 2008 | Max Payne                          | Natasha Sax                  | John Moore (cineasta)                |                                     |
| 2008 | 007 - Quantum of Solace            | Camille Montes               | Marc Forster                         |                                     |
| 2009 | Kirot                              | Galia                        | Danny Lerner                         |                                     |
| 2010 | Tyranny                            | Mina Harud                   | John Beck Hofmann                    | 5 episódios                         |
| 2010 | Centurion                          | Etain                        | Neil Marshall                        |                                     |
| 2011 | There Be Dragons                   | Ildiko                       | Roland Joffé                         |                                     |
| 2011 | Land of Oblivion                   | Anya                         | Michale Boganim                      |                                     |
| 2012 | Erased                             | Anna Brandt                  | Philipp Stölzl                       |                                     |
| 2012 | To the Wonder                      | Marina                       | Terrence Malick                      |                                     |
| 2012 | Seven Psychopaths                  | Angela                       | Martin McDonagh                      |                                     |
| 2012 | Magic City                         | Vera Evans                   | Mainly Ed Bianchi Simon Cellan Jones | 16 episódios                        |
| 2013 | Oblivion                           | Julia Rusakova Harper        | Joseph Kosinski                      |                                     |
| 2014 | Vampire Academy                    | Ellen Kirova                 | Mark Waterss                         |                                     |
| 2014 | The November Man                   | Alice Fournier/Mira Filipova | Roger Donaldson                      |                                     |
| 2014 | Mission Control                    | NASA broadcasting news       | Will Ferrell                         | Episodio 13: Go Home                |
| 2014 | The Water Diviner                  | Ayshe                        | Russell Crowe                        |                                     |
| 2015 | A Perfect Day                      | Katya                        | Fernando León de Aranoa              |                                     |
| 2015 | Momentum                           | Alex Farraday                | Stephen S. Campanelli                |                                     |
| 2016 | The Correspondence                 | Amy                          | Giuseppe Tornatore                   |                                     |
| 2017 | The Death of Stalin                | Maria Yudina                 | Armando Iannucci                     |                                     |
| 2017 | Gun Shy                            | Sheila                       | Simon West                           |                                     |
| 2018 | Just a Breath Away (Dans la brume) | Anna                         | Daniel Roby                          |                                     |
| 2018 | The Man Who Killed Don Quixote     | Jacqui                       | Terry Gilliam                        |                                     |
| 2018 | Mara                               | Kate Fuller                  | Clive Tonge                          |                                     |
| 2018 | Johnny English Strikes Again       | Ophelia                      | David Kerr                           |                                     |
| 2019 | 15 minutes de guerre               | Jane Anderson                | Fred Grivois                         |                                     |
| 2021 | Viúva Negra                        | Antonia Dreykov/Treinadora   | Cate Shortland                       |                                     |
| TBA  | Empires of the Deep                |                              | Michael French Scott Miller          | Pós-produção                        |
| TBA  | The Courier                        |                              | Zackary Adler                        | Filmando                            |

### Prêmios e nomeações
| Ano  | Prêmio                               | Categoria                | Dilme             | Resultado |
| ---- | ------------------------------------ | ------------------------ | ----------------- | --------- |
| 2005 | Brooklyn international film festival | melhor atriz             | L'Annulaire       | Venceu    |
| 2008 | Saturn Award                         | Melhor atriz coadjuvante | Quantum of Solace | Indicado  |
| 2012 | Boston Society of Film Critics Award | Melhor Elenco            | Seven Psychopaths | Venceu    |
| 2012 | San Diego Film Critics Society Award | Melhor Elenco            | Seven Psychopaths | Indicado  |